# 安氏護尾鮠
安氏護尾鮠，為輻鰭魚綱鯰形目平鰭鮠科的其中一種，為熱帶淡水魚，分布於非洲奈及利亞尼日河下游、多哥Oshun及Mono河流域，體長可達9公分，棲息在底層水域，生活習性不明。